# Positivismo

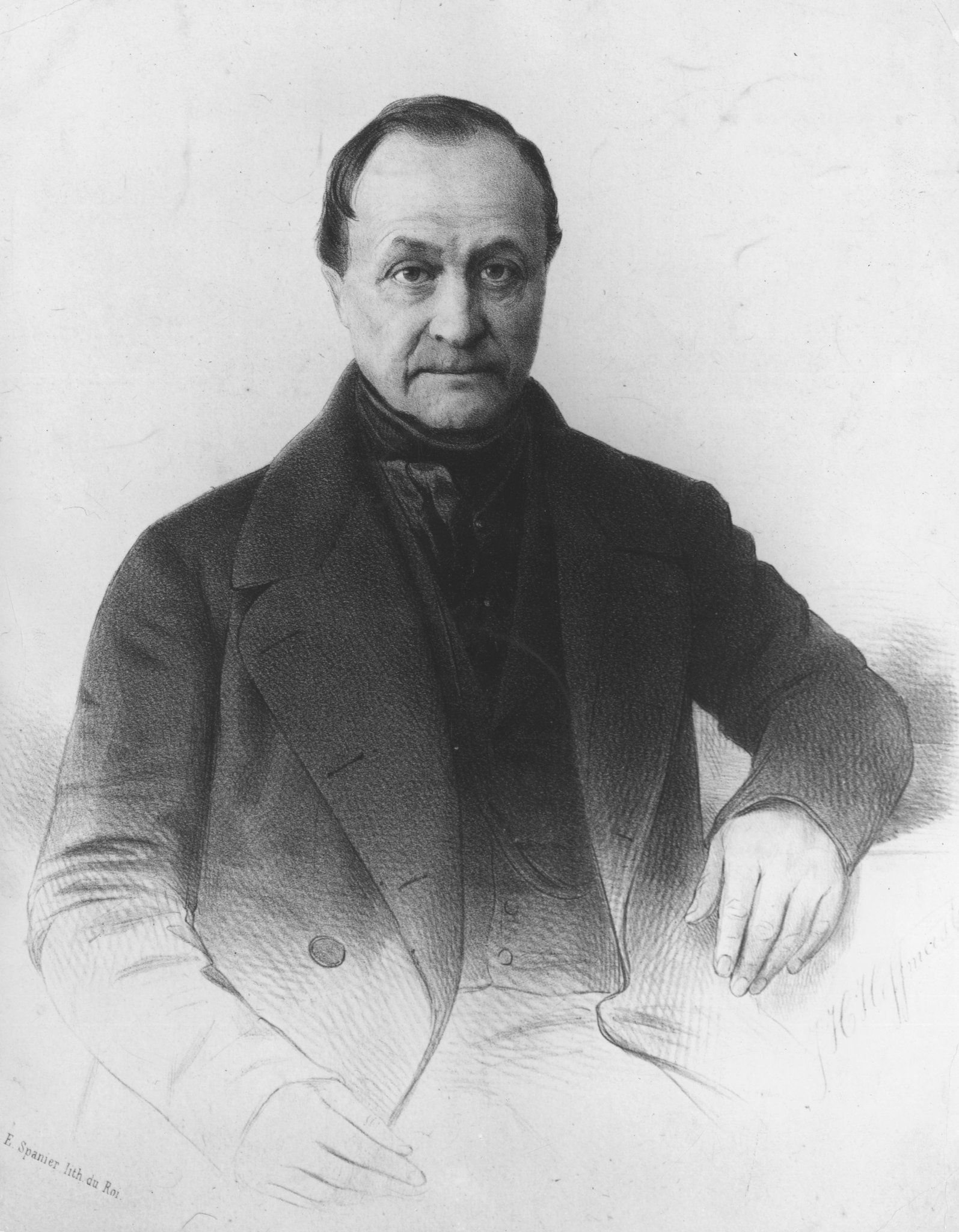
Auguste Comte, fundador de la doctrina positivista.

El positivismo o filosofía positiva es una teoría filosófica que se posiciona como una alternativa epistemológica tanto al empirismo como al racionalismo, sosteniendo que todo conocimiento genuino se limita a la interpretación de los hallazgos «positivos», es decir, reales, perceptibles sensorialmente y verificables. Según esta postura, todo conocimiento genuino es o bien positivo —a posteriori y derivado exclusivamente de la experiencia de los fenómenos y de sus propiedades y relaciones— o bien verdadero por definición, es decir, analítico y tautológico. Así, la información derivada de la experiencia sensorial, interpretada a través de la razón y la lógica, constituye la fuente exclusiva de todo conocimiento cierto. Los datos verificados (hechos positivos) recibidos de los sentidos son conocidos como evidencia empírica; así pues, el positivismo es la evolución lógica del empirismo.
Esta línea de pensamiento se encuentra ya en la antigüedad griega. Como un nuevo desarrollo del siglo XIX, se contrapuso a las visiones escolásticas tradicionalmente imperantes de una filosofía trascendental. Estas últimas perspectivas afirmaban, en cambio, que el conocimiento se genera por propiedades eternamente válidas — y, en últimas, creadas por Dios— de la mente o la razón. Esto podría demostrarse sobre la base de resultados positivos.
En el contexto de los inventos, descubrimientos y la expansión del conocimiento científico durante el Renacimiento, estos intentos tradicionales de explicación filosófico-religiosa se habían vuelto cuestionables desde hacía ya un buen tiempo. Esto probablemente condujo a la exigencia del positivismo respecto a que los hallazgos positivos fueran interpretados sin apelar a explicaciones teológicas o metafísicas, en contraste con la práctica habitual hasta entonces.
Posteriormente surgieron diferentes aproximaciones positivistas, asociadas, entre otros, a los siguientes filósofos: Henri de Saint-Simon (1760-1825) Auguste Comte (1798-1857), Hippolyte Taine (1828-1893), Jean-Marie Guyau (1854-1888), Jeremy Bentham (1748-1832), James Mill (1773-1836), John Stuart Mill (1806-1873), Charles Darwin (1809-1882), Herbert Spencer (1820-1903), Roberto Ardigò (1828-1920), Ludwig Feuerbach (1804-1872), Eugen Dühring (1833-1921), Friedrich Nietzsche (1844-1900), Ernst Mach (1838-1916), Ernst Laas (1837-1885), Richard Avenarius (1843-1896), Hans Vaihinger (1852-1933), Friedrich Jodl (1849-1914), o Theodor Ziehen (1862-1950).
El término positivismo se remonta a Auguste Comte (1798-1857). Él y sus sucesores elaboraron su planteamiento hasta convertirlo en un enfoque social-científico-humanista. El positivismo sociológico sostiene que la sociedad, al igual que el mundo físico, opera de acuerdo con leyes generales. Se rechaza el conocimiento introspectivo e intuitivo, así como la metafísica y la teología, en tanto las afirmaciones metafísicas y teológicas no pueden ser verificadas por la experiencia de los sentidos.
Aunque el enfoque positivista ha sido un tema recurrente en la historia del pensamiento occidental, el enfoque moderno fue formulado por el filósofo Auguste Comte a comienzos del siglo XIX. Comte sostenía que, al igual que el mundo físico funciona según la gravedad y otras leyes absolutas, lo mismo ocurre con la sociedad.

## Historia

### Comte y las tres etapas
Auguste Comte describió por primera vez la perspectiva epistemológica del positivismo en Curso de filosofía positiva, una serie de textos publicados entre 1830 y 1842. Estos textos fueron seguidos por el trabajo de 1844, Una visión general del positivismo. Los primeros tres volúmenes del Curso trataban principalmente de las ciencias físicas ya existentes (matemáticas, astronomía, física, química, biología), mientras que los dos últimos enfatizaban el inevitable advenimiento de las ciencias sociales. Para Comte, las ciencias físicas necesariamente tenían que llegar primero, antes de que la humanidad pudiera canalizar adecuadamente sus esfuerzos hacia la "ciencia reina" más desafiante y compleja de la propia sociedad humana. Su Visión del positivismo, por lo tanto, se propuso definir los objetivos empíricos del método sociológico. 
Comte ofreció una explicación de la evolución social, proponiendo que la sociedad pasa por tres fases en su búsqueda de la verdad de acuerdo con una "ley de los tres estados" general. La idea tiene cierta similitud con la creencia de Karl Marx de que la sociedad humana progresaría hacia el comunismo (ver materialismo dialéctico), aunque Marx fue un crítico del positivismo. Esta similitud es debida a que ambos estuvieron influidos por el socialista Henri de Saint-Simon.
Para Comte, las tres etapas eran:
- Estado teológico: el hombre apela a deidades personificadas. En esta etapa, el ser humano piensa que los desastres naturales son actos de una divinidad sobrenatural. Comte dividió esta etapa en 3 subetapas:
  - Fetichismo: las personas primitivas creen que los objetos inanimados tienen un espíritu vivo en ellos (ver animismo).[8]
  - Politeísmo: el fetichismo generó dudas en las personas, lo que provocó que las personas fueran a posiciones politeístas donde la explicación de las cosas son referidas a múltiples dioses que controlan las diversas manifestaciones naturales.[9]
  - Monoteísmo: es la última subetapa. En esta subetapa, las personas creen que una sola entidad teísta es responsable de la existencia del universo.[9]
- Estado metafísico: es una extensión de la etapa teológica. En esta etapa, las personas caracterizan a Dios como un ser abstracto descartando a un Dios concreto.[9] Las explicaciones de las cosas es dada por conceptos abstractos impersonales.
- Estado científico o positivo: se dan explicaciones a través del método científico. Para Comte, esta es la etapa más elevada y evolucionada de la sociedad.[9] En esta etapa la humanidad se gobierna a sí misma, no existe un poder superior que gobierne las masas.[10]

Según Comte, estas tres reglas rigen el desarrollo de la sociedad. Cada etapa es alcanzada una vez finalizada la etapa anterior, siendo completadas en escala de progreso.

### Expansión del positivismo

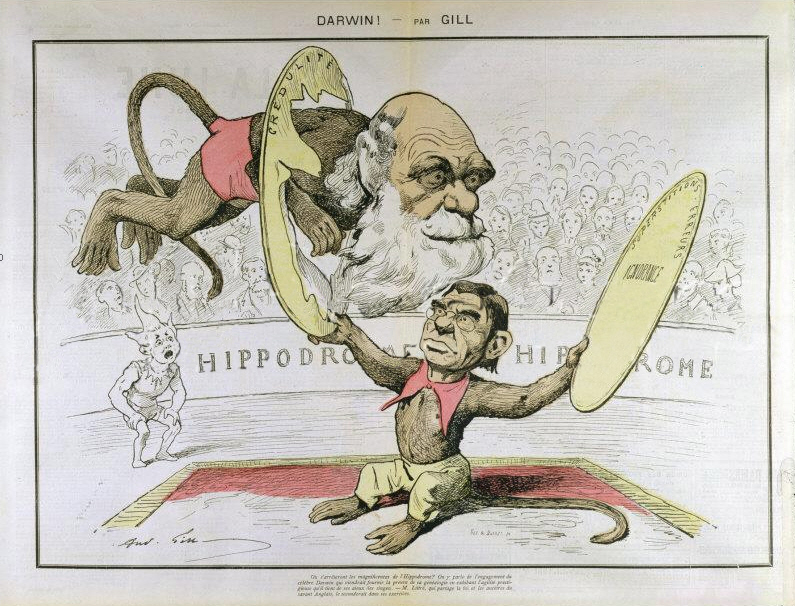
Caricatura de Émile Littré y Charles Darwin representados como monos actuando mientras rompen la credulidad, las supersticiones, los errores y la ignorancia.

La expansión de las ideas de Comte fue gracias a la acción del filósofo Émile Littré, quien fundó la The Positivist Review en 1867. La lectura de las obras de Comte fueron para Littré "el punto cardinal de su vida". Los escritos de Comte pronto empezaron a ser traducidos a otros idiomas. Al idioma inglés fueron sus obras traducidos por la escritora británica whig Harriet Martineau. El chileno Jorge Lagarrigue traduciría los Principios de filosofía positiva al español y publicaría en la Revista Chilena una defensa del positivismo.

## Positivismo y cientificismo
Según ciertas acepciones, el positivismo ha sido interpretado como una corriente filosófica que afirma que el único conocimiento auténtico es el conocimiento científico y que tal conocimiento solo puede surgir del método científico, siendo el ejemplo ideal las ciencias físicas que triunfan claramente en el dominio de la naturaleza y en las aplicaciones técnicas que de ella se derivan. Esta postura es conocida como cientificismo.

Como consecuencia de esta postura, los positivistas critican la metafísica y teología como pseudociencia por buscar lo que está más allá de la ciencia. Una línea de crítica fue a partir de lo que se llamó las «trampas del lenguaje», lo que supuso un interés en el estudio del lenguaje tanto en su dimensión formal, empirismo lógico, como en cuanto lenguaje natural, estudiando los «juegos del lenguaje», y dio lugar a la filosofía analítica.

El positivismo deriva del empirismo y de la epistemología que surge a inicios del siglo XIX de la mano de los pensadores franceses Henri de Saint-Simon y Auguste Comte, y del británico John Stuart Mill. Se extiende y desarrolla por el resto de Europa en la segunda mitad del siglo. Desde un positivismo extremo hasta un positivismo casi idealista, el siglo XIX y comienzos del XX ofrecen un riquísimo panorama de autores y escuelas todas bajo denominación positivista. El rasgo común que caracteriza a todos ellos es la aceptación del conocimiento científico como única forma de conocimiento legítimo y el rechazo a la metafísica y la teología como pseudociencia.
El positivismo surgió como manera de legitimar el estudio científico naturalista del ser humano, tanto individual como colectivamente. Según distintas versiones, la necesidad de estudiar científicamente al ser humano nace debido a la experiencia sin parangón que fue la Revolución francesa, que obligó por primera vez a ver a la sociedad y al individuo como objetos tangibles en un modelo sociologico positivista.
La aplicación de la filosofía positiva a las diferentes ciencias y objetos de investigación, así como la rigidez en que se consideren los principios empiristas, dieron lugar a muy diversos tipos de empirismos y positivismos.

## Características

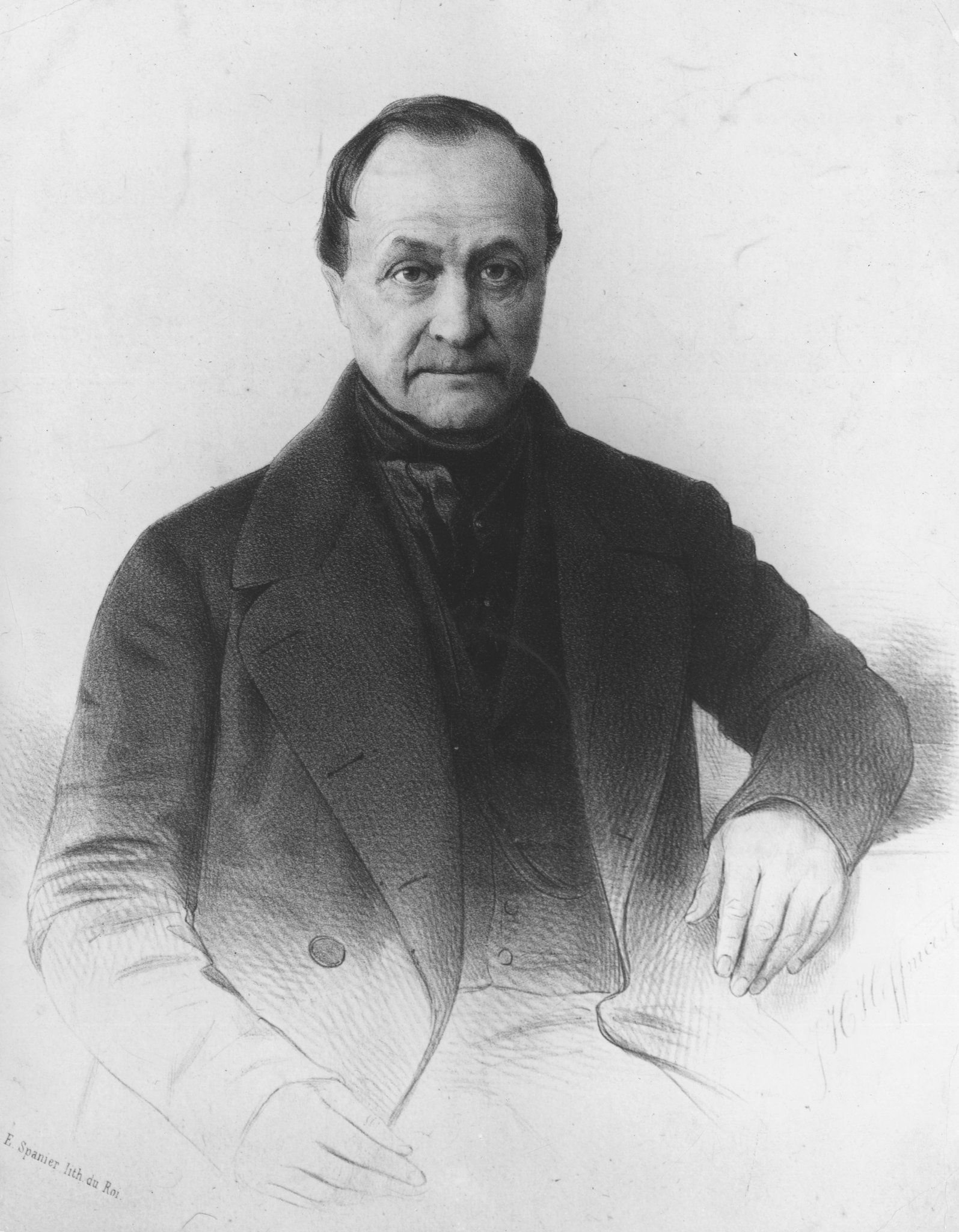
Auguste Comte.

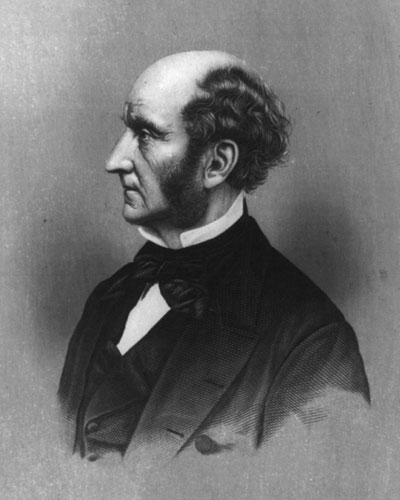
John Stuart Mill.

Estas corrientes tienen como características diferenciadoras la defensa de un monismo metodológico (teoría que afirma que hay un solo método aplicable en todas las ciencias). La explicación científica ha de tener la misma forma en cualquier ciencia si se aspira a ser ciencia, específicamente el método de estudio de las ciencias físico-naturales. A su vez, el objetivo del conocimiento para el positivismo es explicar causalmente los fenómenos por medio de leyes generales y universales, lo que le lleva a considerar a la razón como medio para otros fines (razón instrumental). La forma que tiene de conocer es inductiva, despreciando la creación de teorías a partir de principios que no han sido percibidos objetivamente. En metodología histórica, el positivismo prima fundamentalmente las pruebas documentadas, minusvalorando las interpretaciones generales, por lo que los trabajos de esta naturaleza suelen tener excesiva acumulación documental y escasa síntesis interpretativa.
Auguste Comte formuló a mediados del siglo XIX la idea de la creación de la sociología como ciencia que tiene a la sociedad como su objeto de estudio. La sociología sería un conocimiento libre de todas las relaciones con la filosofía y basada en datos empíricos en igual medida que las ciencias naturales.
Una de sus propuestas más destacadas es la de la investigación empírica para la comprensión de los fenómenos sociales, de la estructura y el cambio social (razón por la que se le considera padre de la sociología como disciplina científica).
Comte presenta a la historia humana en tres fases:
1. Fase teológica o mágica: esto corresponde a la infancia de la humanidad; en esta época las personas dan explicaciones mágicas de los fenómenos naturales. También creen que ciertos fenómenos son causados por seres sobrenaturales o dioses.
2. Fase metafísica o filosófica: en este estadio el hombre deja de creer en seres sobrenaturales y ahora comienza a creer en ideas. Por lo que las explicaciones son racionales, se busca el porqué de las cosas, y se sustituye a los dioses por entidades abstractas y términos metafísicos.
3. Fase científica o positiva: es la definitiva. En esta etapa, según Comte la mente humana renuncia a la búsqueda de ideas absolutas y en vez de esto, ahora se dedica a estudiar las leyes de los fenómenos. El conocimiento se basa en la observación y la experimentación, y se expresa con el recurso de la matemática. Se busca el conocimiento de las Leyes de la Naturaleza para su dominio técnico.

Además afirma que no es posible alcanzar un conocimiento de realidades que estén más allá de lo dado, de lo positivo, y niega que la filosofía pueda dar información acerca del mundo: esta tarea corresponde exclusivamente a las ciencias.
Dentro de esta, desde la perspectiva de Leopold Von Ranke, se dice que el historiador es imparcial, ya que es capaz de superar fobias, predilecciones o emociones.
De acuerdo al positivismo clásico: basta con reunir cierta cantidad de hechos documentados para que surja la ciencia de la historia.
El positivismo asume la cuantificación para que los historiadores puedan estar seguros de sus afirmaciones mediante la medición de los historiadores, aunque cuando ésta se convierte en la única solución aparece el problema de negar la veracidad a todo lo que no esté cuantificado o probado.

## Reacción
El antipositivismo (también conocido como no positivismo, negativismo, sociología interpretativa, interpretativismo o interpretivismo) es el punto de vista en las ciencias sociales según el cual los académicos deben necesariamente rechazar el empirismo y el método científico en el desarrollo de teorías sociales e investigación.
El antipositivismo es una reacción al positivismo. Se critica la incapacidad que posee el método de las ciencias físico-naturales para conocer los objetos de estudio de las ciencias sociales (la sociedad, el hombre, la cultura) ya que poseen propiedades como la intencionalidad, la autorreflexividad y la creación de significado, que son dejados de lado por la epistemología positivista. También se critica la búsqueda de leyes generales y universales, pues deja de lado los elementos que no pueden ser generalizados; defiende el conocimiento de conocimientos más precisos, pero menos generalizables; y plantea la necesidad de conocer las causas internas de los fenómenos, en vez de la explicación externa de estos, en busca de la comprensión en lugar de explicación.
Durante el siglo XIX, a partir de los estudios de Bertrand Russell y otros, el filósofo Ludwig Wittgenstein elabora el texto Tractatus Logico-Philosophicus, que sirve de inspiración para el surgimiento del Círculo de Viena, grupo de intelectuales que tuvo como objetivo el alejar definitivamente a la ciencia de la metafísica, a partir del desarrollo de la lógica de Russell. Esta propuesta plantea un método basado en la experimentación, observación y recolección objetiva de datos.

## Corrientes positivistas
Entre las corrientes positivistas se puede mentar el positivismo ideológico, empiriocriticismo, positivismo metodológico o conceptual, positivismo analítico, positivismo sociológico, positivismo realista, iuspositivismo y neopositivismo (empirismo lógico o positivismo lógico). Los enfoques sociológicos en filosofía de la ciencia y epistemología han sido tradicionalmente los principales críticos del positivismo, aunque ambas posturas no son necesariamente contradictorias.
En el campo del derecho, el denominado positivismo jurídico o iuspositivismo no guarda relación en su origen con el positivismo filosófico, sino con el concepto de derecho positivo (la consideración del derecho como creación del ser humano).
Actualmente, en la psicología conviven múltiples escuelas, muchas de las cuales se basan en el positivismo para el estudio del ser humano. Entre dichas escuelas o enfoques destaca el cognitivo-conductual. Cabe mencionar el avance de la neurociencia, que aborda temáticas mentales que antes parecían inescrutables desde un punto de vista naturalista.